# Тюрауми
Океанариум Тюрауми, Okinawa Churaumi Aquarium (яп. 沖縄美ら海水族館 окинава-тюрауми-суйдзокукан) — аквариум в Океаническом выставочном парке на острове Окинава, Япония. Открыт в 2002 году, 30 марта 2010 его посетил 20-миллионный посетитель.

## История
В 1975 году на севере Окинавы в Океаническом Выставочном Парке проходила всемирная выставка. В дальнейшем количество посетителей парка пошло на спад, и для спасения ситуации на месте старого аквариума было решено построить новый, который открыли 1 ноября 2002.
Название «Тюрауми» было выбрано жителями в результате голосования. «Тюра» («chura», 美ら) означает на окинавском языке «красивый» или «грациозный», а «уми» (海) — море.

## Аквариум

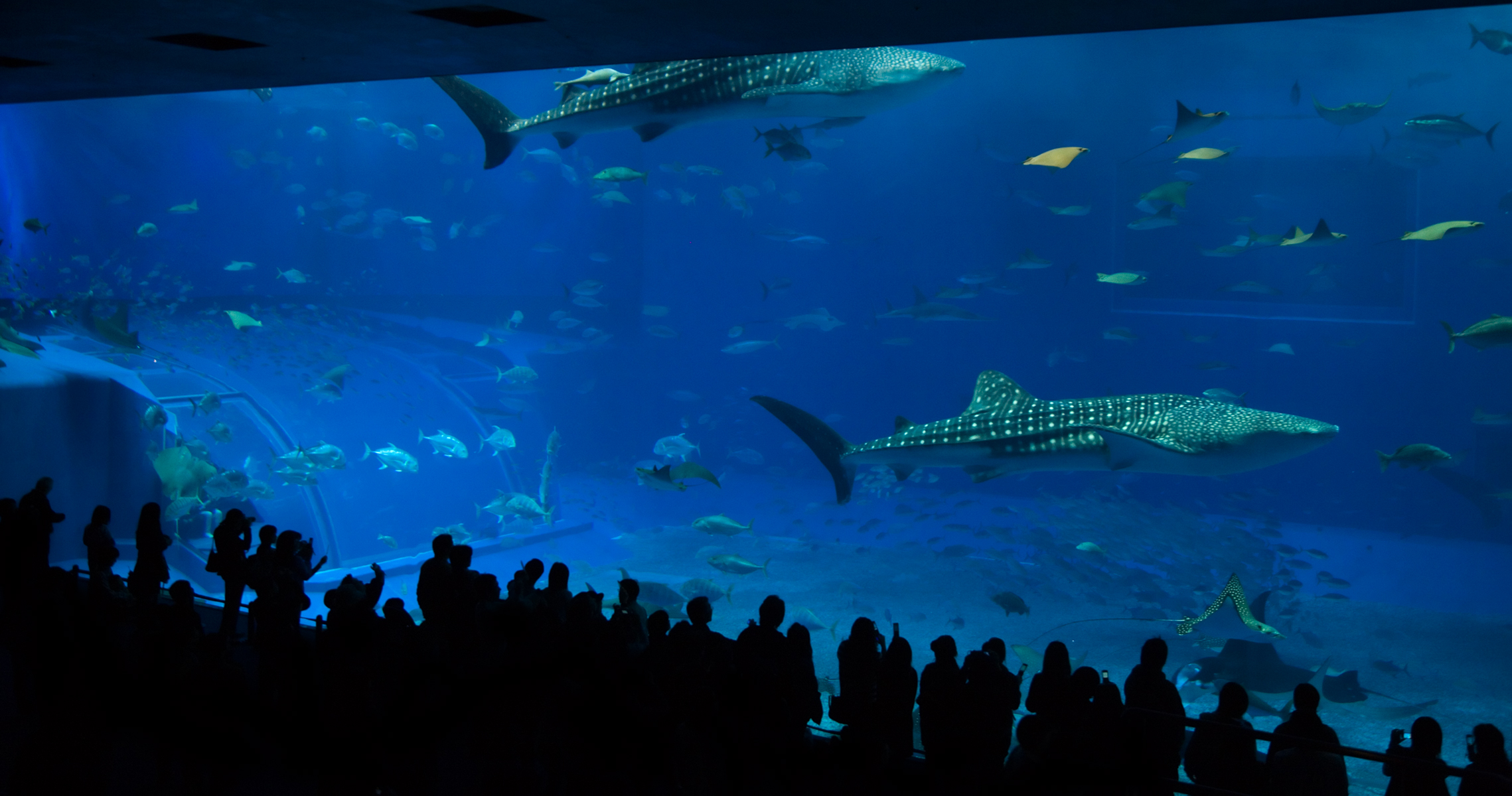
Посетители у главного аквариума «Куросио»

Океанариум представляет собой четырехэтажное здание, в котором расположены аквариумы с глубоководными обитателями, акулами, кораллами и тропическими рыбами. Всего имеется 77 различных аквариумов, в сумме 10000 м³ воды. Для аквариумов с соленой водой её закачивают круглосуточно из источника в 350 метрах от берега.
Главный аквариум содержит 7500 м³ воды. Его обзорная панель, сделанная из оргстекла размером 8.2 на 22.5 м и толщиной 60 см, была самой большой в мире на момент открытия. Вместе с другими рыбами там живут китовые акулы и манты. В 2007 году там родилась первая манта, а к июлю 2010 уже четыре.
В океанариуме живут 80 видов кораллов.

## Другие сооружения
Рядом с основным зданием аквариума имеется еще несколько объектов с морскими животными.

### Дельфиний театр Окитян / Лагуна дельфинов

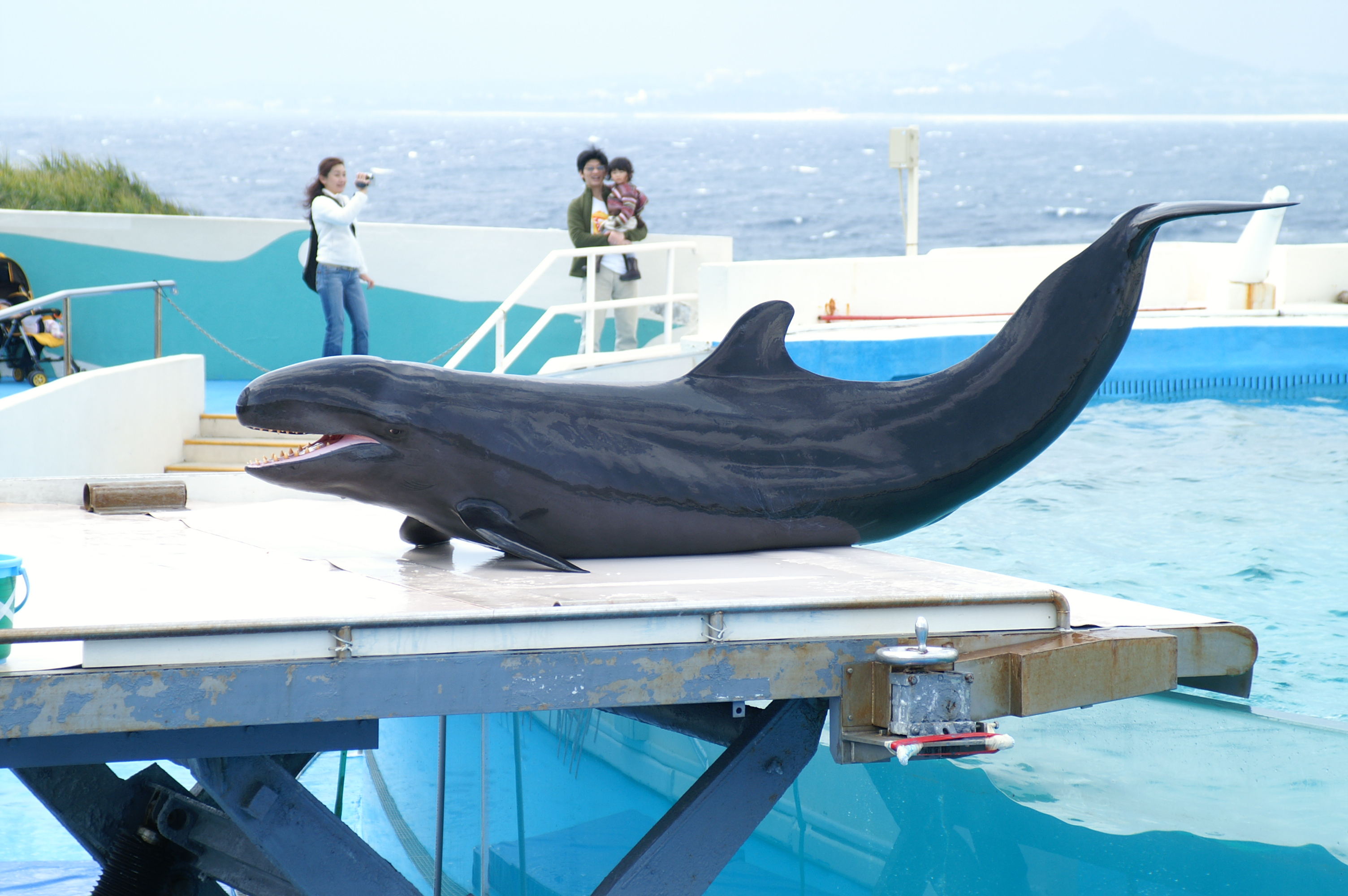
Малая косатка на представлении

В открытых бассейнах проживают представители нескольких видов дельфинов — афалины, индийские афалины, малые косатки, тихоокеанские белобокие дельфины и крупнозубые дельфины.
Они участвуют в 15-минутных бесплатных представлениях дельфиньего театра Окитян (オキちゃん), также проводятся лекции о биологии и жизни дельфинов (на японском языке). Рядом с дельфинарием построен крытый амфитеатр для зрителей.

#### Дельфин Фудзи
В 2002 году одна из афалин, Фудзи, в результате болезни потеряла большую часть хвостового плавника, ей сделали искусственный, и она смогла вернуться к представлениям.
По этому поводу в 2007 году в Японии был снят фильм Dolphin blue: Fuji, mou ichido sora e, хотя более известна «последовательница» Фудзи из Америки — Винтер, которой сделали существенно более сложный протез. Фудзи прожила до 1 ноября 2014 года.

### Аквариум с ламантинами

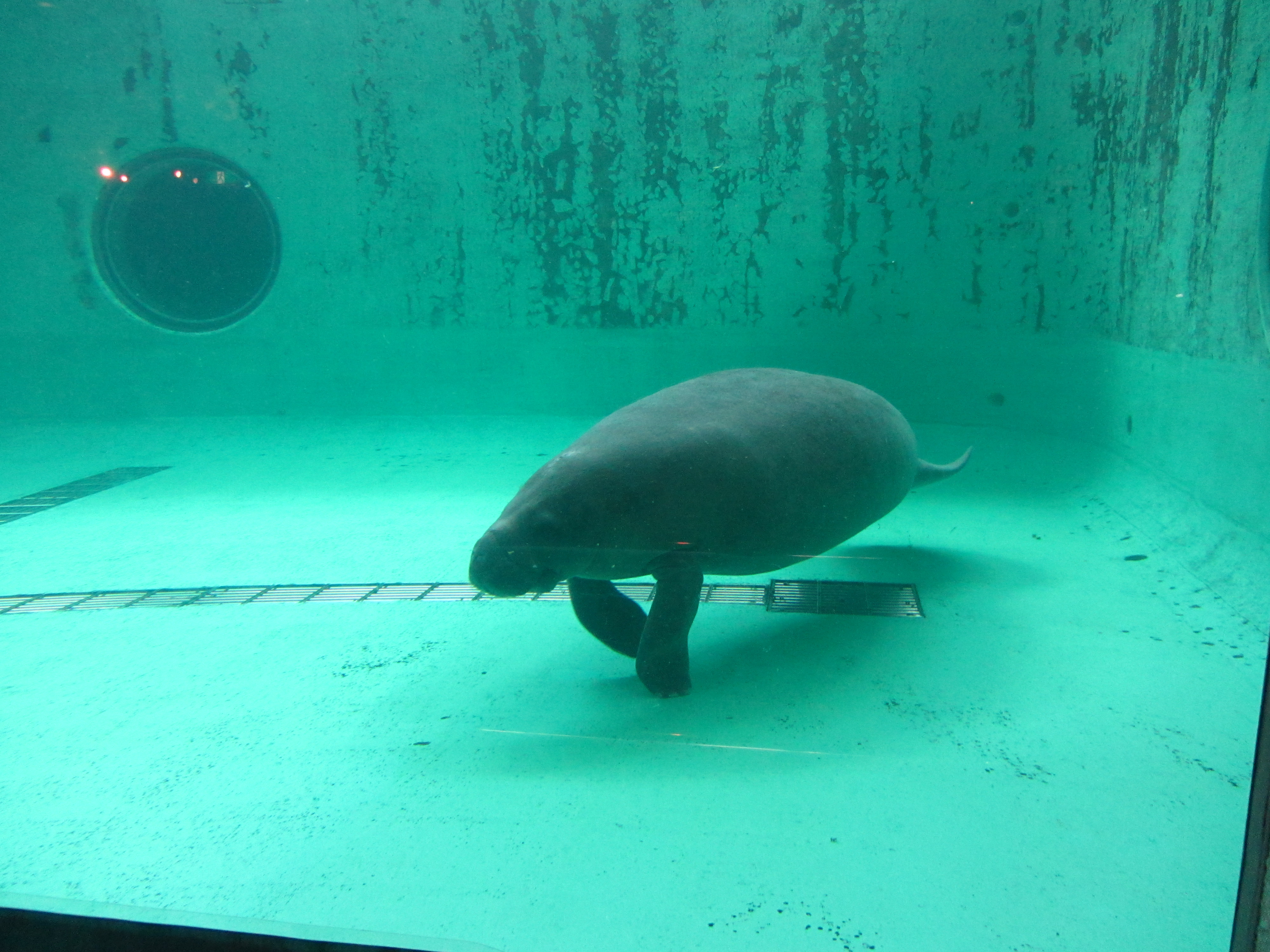
Ламантин в аквариуме

В отдельном аквариуме живут трое взрослых ламантинов, подаренных мексиканским правительством, и родившийся уже на Окинаве детеныш.

### Морские черепахи

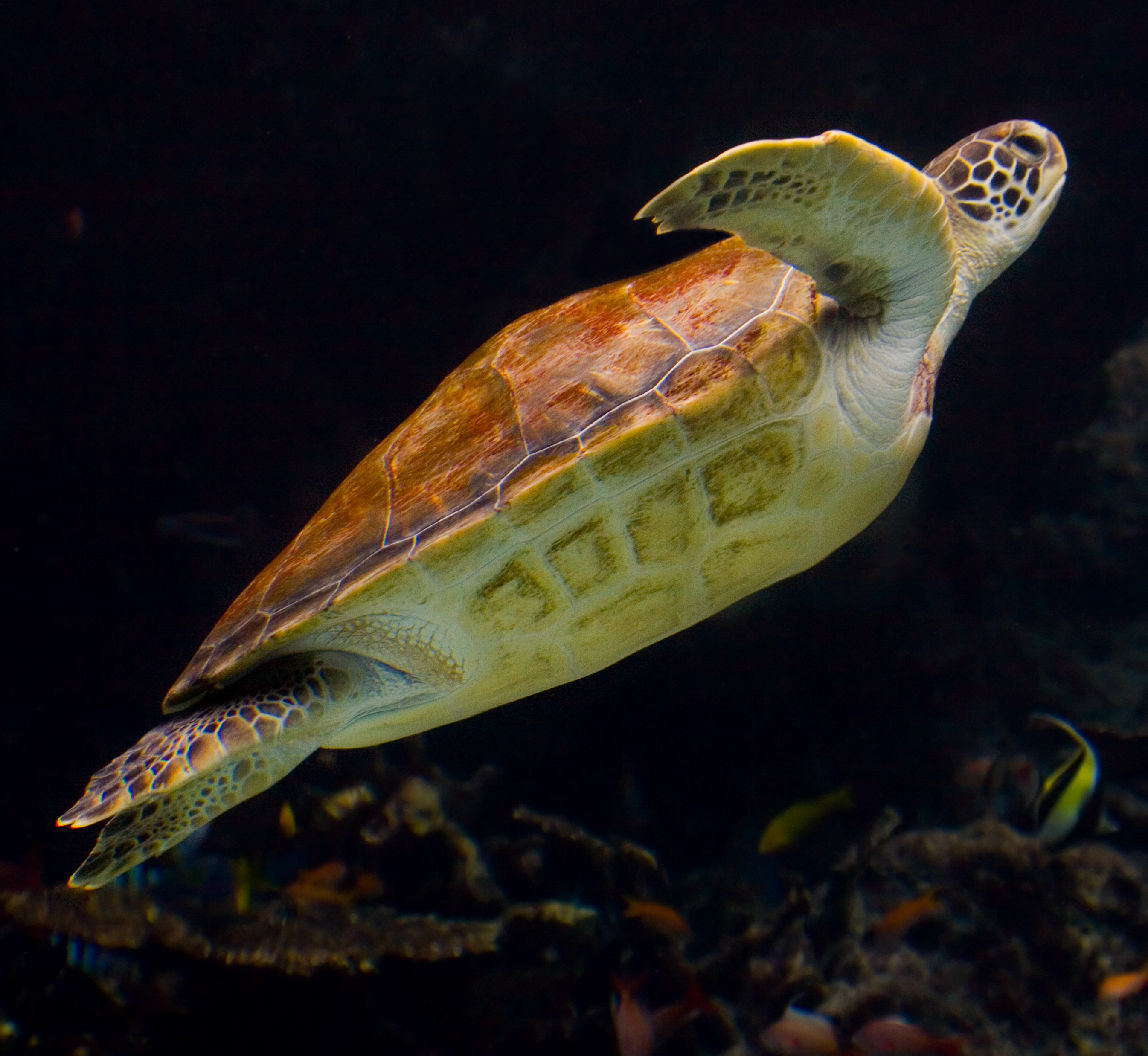
Черепаха в аквариуме

В черепашьем аквариуме живут 4 вида морских черепах: бисса, зелёная черепаха, логгерхед и оливковая черепаха.